# Orvosi kommunikáció
Az orvosi kommunikáció önálló és egyben interdiszciplináris tudományágként is egyre növekvő jelenléttel képviselteti magát az orvostudomány területén. Az orvosi kommunikáció Magyarországon 1994 óta egyetemi tantárgy, hatékony alkalmazása komoly szerepet játszik az orvos-beteg kapcsolat sikeres megvalósításában. Az orvosi kommunikáció térnyerése annak is köszönhető, hogy a páciensek számára elérhetővé vált az orvosi tudásanyag egy része, ezért a betegek már nem a tekintélyelvű orvoslás passzív résztvevői, hanem a gyógyítás aktív szereplői. A jól strukturált orvos-beteg kommunikáció segíti a partneri viszony kialakítását, támogatja a pácienst a betegséggel való megküzdésben (coping), valamint csökkenti az orvosi kiégés kockázatát.

## Fogalma
Az orvosi kommunikáció definíciója szerint, az orvos-beteg konzultáció fogalma alatt az orvos és a beteg közötti kommunikációnak azt a mindennapi formáját értjük, amelynek célja a beteg panaszainak és tüneteinek megismerése, a betegek vizsgálata, tájékoztatása a vizsgálati eredményekről, valamint orvosi javaslatok, előírások megfogalmazása.

## Lépései
Az orvosi kommunikáció folyamatát 5 lépésre bonthatjuk.
- a konzultáció nyitó szakasza
- információgyűjtés
- betegvizsgálat
- magyarázat, tervezés
- a konzultáció lezárása

Az orvosi kommunikáció sikeres alkalmazásához szükséges megfelelően használt kérdezési struktúra. A leghatékonyabbnak tartott tölcsér elvnek megfelelően, a tág értelmezésű, nyitott kérdéseket követik az eldöntendő, zárt kérdések, melyek az anamnézis során az igen-nem válaszok révén kiemelkedően fontosak lehetnek a panaszok differenciálásában.
Az orvosi kommunikáció folyamatában elengedhetetlen a kölcsönös tisztelet, türelmes meghallgatás, az orvos empatikus magatartása, ugyanis a kutatások alapján az információk 60-80%-át az anamnézis tartalmazza, viszont gyakran a panaszok 54%-a teljesen rejtve marad. Az orvosok átlagosan 18 másodperc alatt szakítják félbe betegeiket, akik a megkezdett mondatokat az esetek 98%-ában már nem tudják befejezni, miközben a hatékony orvosi kommunikáció mindkét fél számára kölcsönösen jobb interakciót eredményezhet.

## Kooperáló orvosi kommunikáció
A partneri viszony kialakításához szükséges az orvosi kommunikáció technikáit alkalmazni.
- Gondozási terv kialakítása

A betegek számára fontos a betegség jellemzőinek ismerete, az orvos részéről az anamnézist követő összefoglaló kérdések használata, továbbá a kezelési terv meghatározása. Ezek együttese növeli a páciens kooperációs hajlandóságát.
- Szerződéskötés

Az orvosnak el kell mondania, hogyan fogja a beteget tájékoztatni, valamint milyen teendői lesznek a páciensnek a kezelés alatt, illetve a gyógyulás során.
- Biztonsági háló kifeszítése

Az orvosi kommunikáció része a beteg tájékoztatása a várható teendőkről, felmerülő panaszok esetén elérhetőségekről, különösen krónikus betegek esetében.

### Kommunikációs zavarok
Az orvos-beteg kapcsolatban könnyen kommunikációs zavarok alakulhatnak ki. Kommunikációs zárlatnak nevezhető a teljesen vagy részlegesen megszakadt kommunikáció, amikor a lényeges üzenetek nem mennek át a felek között, roncsolva ezáltal magát a kapcsolatot is, és ennek révén pszichés terheket idézhetnek elő a résztvevők számára. A zárlat oka gyakran az eltérő nyelvhasználat és tudásszint, ez azonban feloldható verbális és nonverbális kommunikációs technikák révén.
" A feszültségek kölcsönös megértésen alapuló kibeszélése sebtisztító hatású lehet. Igaz, a sebtisztítás mindig veszélyes, magában hordozza további elfertőződés, a mélyebb sérelem lehetőségét, de az esetek nagy részében mégis a gyógyulásnak is ez az egyetlen hatékony útja."

### Orvosi kommunikáció a gyakorlatban
Az orvosi kommunikáció a gyógyítás egészét átfogja, minden orvos-beteg interakciót egyaránt érint, két terület azonban kiemelhető. Az egyik orvosi szakterület a nőgyógyászat, ahol a betegek mindegyike egynemű, miközben az orvosok több, mint 50 százaléka az ellenkező nem tagjához tartozik. A másik terület a gyermekgyógyászat, ahol a betegek egy része még nem tud beszélni, vagy ha igen, panaszait nem tudja összefoglalni, tehát az interakció a szülő-orvos relációban valósul meg, ami fokozott empátiát igényel.
Az orvosi kommunikáció szerepe a döntéshelyzetekben is megnyilvánul, hiszen a betegtájékoztatás során a kommunikációs tényezők döntőek lehetnek a páciensek számára. Az orvosi kommunikáció jelentősége tehát abban áll, hogy megfelelő alkalmazása révén a gyógyítás hatékonysága növelhető, továbbá csökkenthető az orvos-beteg viszonyrendszer alá-fölérendeltségi modelljében felmerülő aszimmetria, ennek révén pedig a gyógyítás minősége és színvonala emelkedhet.

### Lásd még
Orvos-beteg kapcsolat